# إل. غاري كليمنت
إل. غاري كليمنت (بالإنجليزية: L. Gary Clemente) هو محامي وسياسي أمريكي، ولد في 10 يونيو 1908 في نيويورك في الولايات المتحدة، وتوفي في 13 مايو 1968 في الولايات المتحدة. حزبياً، نشط في الحزب الديمقراطي. وقد انتخب عضو مجلس النواب الأمريكي.